# Langjökull
Le Langjökull est un glacier situé en Islande, dans l'ouest des Hautes Terres d'Islande. Il recouvre un volcan, l'Oddnýjarhnjúkur-Langjökull.

## Toponymie
Son nom signifie « le glacier long » en islandais.

## Géographie

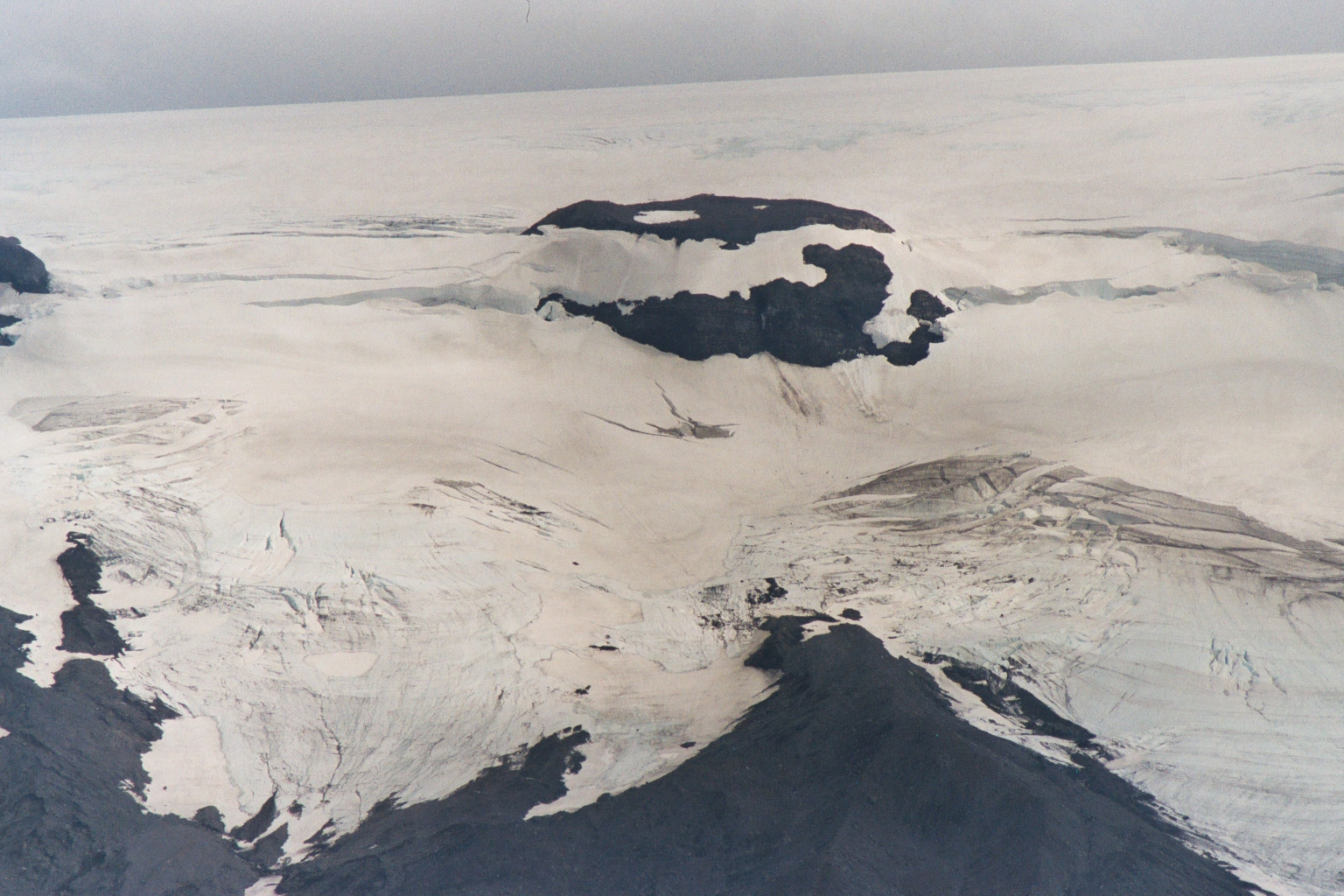
Détail du glacier.

### Localisation
Le Langjökull est situé dans l'ouest des Hautes Terres d'Islande. Avec une superficie de 844 km2, il est le troisième glacier de l'île en taille, après de Vatnajökull et le Hofsjökull.
On peut s'approcher du glacier par les routes de Kaldidalsvegur et Kjalvegur, deux des pistes traversant les Hautes Terres d'Islande. La route de Kjalvegur passe par la vallée entre le Langjökull et le Hofsjökull.
Le glacier Þórisjökull, à l'ouest du Langjökull, a probablement été une partie de celui-ci[réf. nécessaire].

### Géologie
Le glacier recouvre en grande partie un faisceau de fissures de cent kilomètres de longueur pour vingt kilomètres de largeur orienté du sud-ouest au nord-est. Il recouvre le volcan central du système volcanique associé, dénommé Oddnýjarhnjúkur-Langjökull. Ce volcan serait constitué de deux caldeiras en grande partie sous-glaciaires, dont une ferait neuf kilomètres de diamètre, se situant près du bord nord-est du glacier.
Les roches magmatiques dominantes sont constituées de basalte tholéitique à olivine. L'Oddnýjarhnjúkur-Langjökull a connu deux éruptions durant l'holocène, il y a environ 5 500 ans.

## Dans la culture
- À la fin du film d'animation de 1999 Le Géant de fer, le Langjökull est le lieu où le géant s'est écrasé après avoir été touché en plein ciel par un missile nucléaire.